# Kōji Kuramoto
Kōji Kuramoto (jap. 蔵本孝二, Kuramoto Koji; * 14. August 1951 in Hita) ist ein ehemaliger japanischer Judoka. Er war 1976 Olympiazweiter im Halbmittelgewicht, der Gewichtsklasse bis 70 Kilogramm.

## Sportliche Karriere
Der 1,74 m große Kōji Kuramoto gewann 1974 bei den Asienmeisterschaften in Seoul. Im Jahr darauf bei den Weltmeisterschaften 1975 in Wien bezwang er im Viertelfinale den Polen Antoni Zajkowski. Im Halbfinale unterlag er Wladimir Newsorow aus der Sowjetunion. Mit einem Sieg in der Hoffnungsrunde gegen den Ungarn Károly Molnár erkämpfte sich Kuramoto eine Bronzemedaille.
Bei den Olympischen Spielen 1976 gewann Kuramoto seinen ersten Kampf gegen den Portugiesen Antonio Andrade durch Schiedsrichterentscheid (yusei-gachi). Das Achtelfinale gegen den Spanier Juan Carlos Rodríguez beendete Kuramoto nach 3:46 Minuten. Im Viertelfinale gegen den Briten Vacinuff Morrison entschied genauso eine Koka-Wertung zugunsten des Japaners wie im Halbfinale gegen den Franzosen Patrick Vial. Das Finale gewann Wladimir Newsorow durch Waza-ari.
Neben seinen internationalen Medaillen siegte Kuramoto von 1974 bis 1976 dreimal bei den alljapanischen Meisterschaften.